# Dewhadi
Dewhadi (o Dhiwadi, Devada) è una suddivisione dell'India, classificata come census town, di 5.759 abitanti, situata nel distretto di Bhandara, nello stato federato del Maharashtra. In base al numero di abitanti la città rientra nella classe V (da 5.000 a 9.999 persone).

## Geografia fisica
La città è situata a 21° 21' 08 N e 79° 44' 59 E.

## Società

### Evoluzione demografica
Al censimento del 2001 la popolazione di Dewhadi assommava a 5.759 persone, delle quali 2.874 maschi e 2.885 femmine. I bambini di età inferiore o uguale ai sei anni assommavano a 617, dei quali 314 maschi e 303 femmine. Infine, coloro che erano in grado di saper almeno leggere e scrivere erano 4.302, dei quali 2.361 maschi e 1.941 femmine.